# جکی بور
جکی بور (به لهستانی:  Dziki Bór) یک روستا در لهستان است که در گمینا شچوتووو واقع شده‌است.